# Sebastes helvomaculatus
Sebastes helvomaculatus är en fiskart som beskrevs av Ayres, 1859. Sebastes helvomaculatus ingår i släktet Sebastes och familjen kungsfiskar. Inga underarter finns listade i Catalogue of Life.